# فهرست شهرستان‌های استان لرستان
استان لرستان دارای ۱۱ شهرستان می‌باشد. شهرستان خرم‌آباد، پرجمعیت‌ترین شهرستان استان است، و بعد از آن شهرستان‌های بروجرد و دورود هستند. این استان در سال ۱۳۹۵ دارای ۱٬۷۶۰٬۶۴۹ نفر جمعیت بوده‌است. شهرستانهای استان لرستان بر پایه سرشماری سال‌های ۱۳۹۰ و ۱۳۹۵ خورشیدی بدین شرح است:
| ۱  | خرم‌آباد  | خرم‌آباد  | ۴۸۷٬۱۶۷ | ۵۰۶٬۴۷۱ | ۱۳۱۶ | ۴۸۷٬۱۶۷ | ۵۰۶٬۴۷۱ | −۳٫۸۱٪  |
| ۲  | بروجرد   | بروجرد   | ۳۳۷٬۶۳۱ | ۳۱۶٬۴۵۲ | ۱۳۱۵ | ۳۳۷٬۶۳۱ | ۳۱۶٬۴۵۲ | +۶٫۶۹٪  |
| ۳  | دورود    | دورود    | ۱۶۲٬۸۰۰ | ۱۷۴٬۵۰۸ | ۱۳۴۸ | ۱۶۲٬۸۰۰ | ۱۷۴٬۵۰۸ | −۶٫۷۱٪  |
| ۴  | کوهدشت   | کوهدشت   | ۲۱۸٬۹۲۱ | ۱۶۶٬۶۵۸ | ۱۳۳۱ | ۲۱۸٬۹۲۱ | ۱۶۶٬۶۵۸ | +۳۱٫۳۶٪ |
| ۵  | دلفان    | نورآباد  | ۱۴۴٬۱۶۱ | ۱۴۱٬۹۷۳ | ۱۳۶۸ | ۱۴۴٬۱۶۱ | ۱۴۳٬۹۷۳ | +۰٫۱۳٪  |
| ۶  | الیگودرز | الیگودرز | ۱۴۰٬۲۷۵ | ۱۳۷٬۵۳۴ | ۱۳۳۷ | ۱۴۰٬۲۷۵ | ۱۳۷٬۵۳۴ | +۱٫۹۹٪  |
| ۷  | سلسله    | الشتر    | ۷۳٬۱۵۴  | ۷۵٬۵۵۹  | ۱۳۷۳ | ۷۳٬۱۵۴  | ۷۵٬۵۵۹  | −۳٫۱۸٪  |
| ۸  | ازنا     | ازنا     | ۷۱٬۵۸۶  | ۷۴٬۹۳۶  | ۱۳۷۳ | ۷۱٬۵۸۶  | ۷۴٬۹۳۶  | −۴٫۴۷٪  |
| ۹  | پلدختر   | پلدختر   | ۷۵٬۳۲۷  | ۷۳٬۷۴۴  | ۱۳۷۳ | ۷۵٬۳۲۷  | ۷۳٬۷۴۴  | +۲٫۱۵٪  |
| ۱۰ | چگنی     | سراب‌دوره | ۴۳٬۲۲۱  | ۴۱٬۷۵۶  | ۱۳۸۶ | ۴۳٬۲۲۱  | ۴۱٬۷۵۶  | +۳٫۵۱٪  |
| ۱۱ | رومشکان  | چقابل    | -       | ۳۹٬۰۵۸  | ۱۳۹۲ | -       |         |         |